# Tragia tripartita
Tragia tripartita là một loài thực vật có hoa trong họ Đại kích. Loài này được Schweinf. miêu tả khoa học đầu tiên năm 1868.